# Peter Enckelman
Peter Enckelman (* 10. März 1977 in Turku) ist ein ehemaliger finnischer Fußballspieler.

## Karriere
Der Torwart begann seine Fußballerkarriere bei TPS Turku in seiner Heimat Finnland. Von 1995 bis 1998 spielte er dort in der ersten Mannschaft. Von 1998 bis 2003 ging Enckelman auf die Insel zu Aston Villa. Nach einigen Fehlgriffen in Birmingham wechselte er 2003 zu den Blackburn Rovers. Von 2008 bis 2010 spielt er beim walisischen Klub Cardiff City in der zweiten englischen Liga. Anfang August 2010 wechselte Peter Enckelman zum schottischen Erstligisten FC St. Johnstone.
Enckelman spielte bisher (Stand: Januar 2012) zwölf Mal im finnischen Fußballnationalteam, wobei er am 29. März 2000 bei einem Spiel gegen Wales sein Debüt gab. Seinen letzten Einsatz absolvierte er am 3. März 2010 in einer Begegnung gegen Malta.

## Trivia
Enckelman wurde durch einen Fehlgriff bekannt, als ihm ein Rückpass von Olof Mellberg, der aus einem Einwurf hervorging, über seinen Fuß ins eigene Tor kullerte und als Tor für den Gegner gewertet wurde. Bei diesem Tor war nicht zu erkennen und wurde lange diskutiert, ob sein Fuß den Ball berührt hatte oder nicht – nur im ersten Fall hätte das Tor vom Schiedsrichter anerkannt werden dürfen.
Zwischen 2007 und 2010 hat er auch einen Rennstall, Encke Sport, betrieben.